# János Zsombolyai
János Zsombolyai, né le 30 janvier 1939 à Budapest et mort dans la même ville le 4 janvier 2015 (à 75 ans), est un directeur de la photographie, réalisateur et scénariste hongrois.

## Filmographie

### Réalisateur
- 1975 : Tüzikovácsok (court-métrage)
- 1976 : A Kenguru
- 1978 : Il est dangereux de se pencher au dehors (Kihajolni veszélyes)
- 1980 : Mariage en franchise (Vámmentes házasság)
- 1982 : Család (téléfilm)
- 1985 : A búcsú
- 1987 : Hungarian Rhapsody: Queen Live in Budapest
- 1990 : Halálraítéltek 1956
- 1990 : A halálraítélt
- 1992 : L'Adoption (épisode de la série C'est mon histoire)
- 1997 : Pisztácia (téléfilm)